# Вурманкас-Чурино
Вурманка́с-Чу́рино (рос. Вурманкас-Чурино, чув. Вӑрманкас Чуракасси) — присілок у складі Красноармійського району Чувашії, Росія. Входить до складу Алманчинського сільського поселення.
Населення — 86 осіб (2010; 107 у 2002).
Національний склад:
- чуваші — 100 %